# 點相
點相系列（英語：Your Face Your Fate Series）是香港電視娛樂旗下ViuTV製作的一個玄學資訊節目系列，於2019年4月首度亮相。現時本系列共有四輯，分為本篇及特輯篇。

## 系列節目

### 第一輯
第一輯稱為《點相》（英語：Your Face Your Fate），於2019年4月8日至4月26日，逢星期一至五22:30-23:00播出，由英健朗（小占）、陳柏寧（利君牙）、柯翠婷（盤菜瑩子）及玄學師傅皓云主持，共14集。

### 第二輯
第二輯稱為《點相 II 破局》（英語：Your Face Your Fate II），於2019年7月21日至10月20日，逢星期日21:30-22:30播出，主持陣容與第一輯大致相同，但加入了黃冠斌。全輯共13集。

### 賀年特輯篇
本特輯篇名為《鼠年行運要點相》（英語：Year of the Rat: Your Face Your Fate），於2020年1月18日至1月25日，逢星期六晚上20:30-21:30播出，主持陣容與第一輯相同，共2集。

### 第三輯
第三輯稱為《點相 III 先機算》（英語：Your Face Your Fate III），於2020年4月13日至5月1日，逢星期一至五23:00-23:30播出，主持陣容與第一輯大致相同，但由李蔓瑩取代柯翠婷，共15集。